# 上海中医药大学附属普陀医院

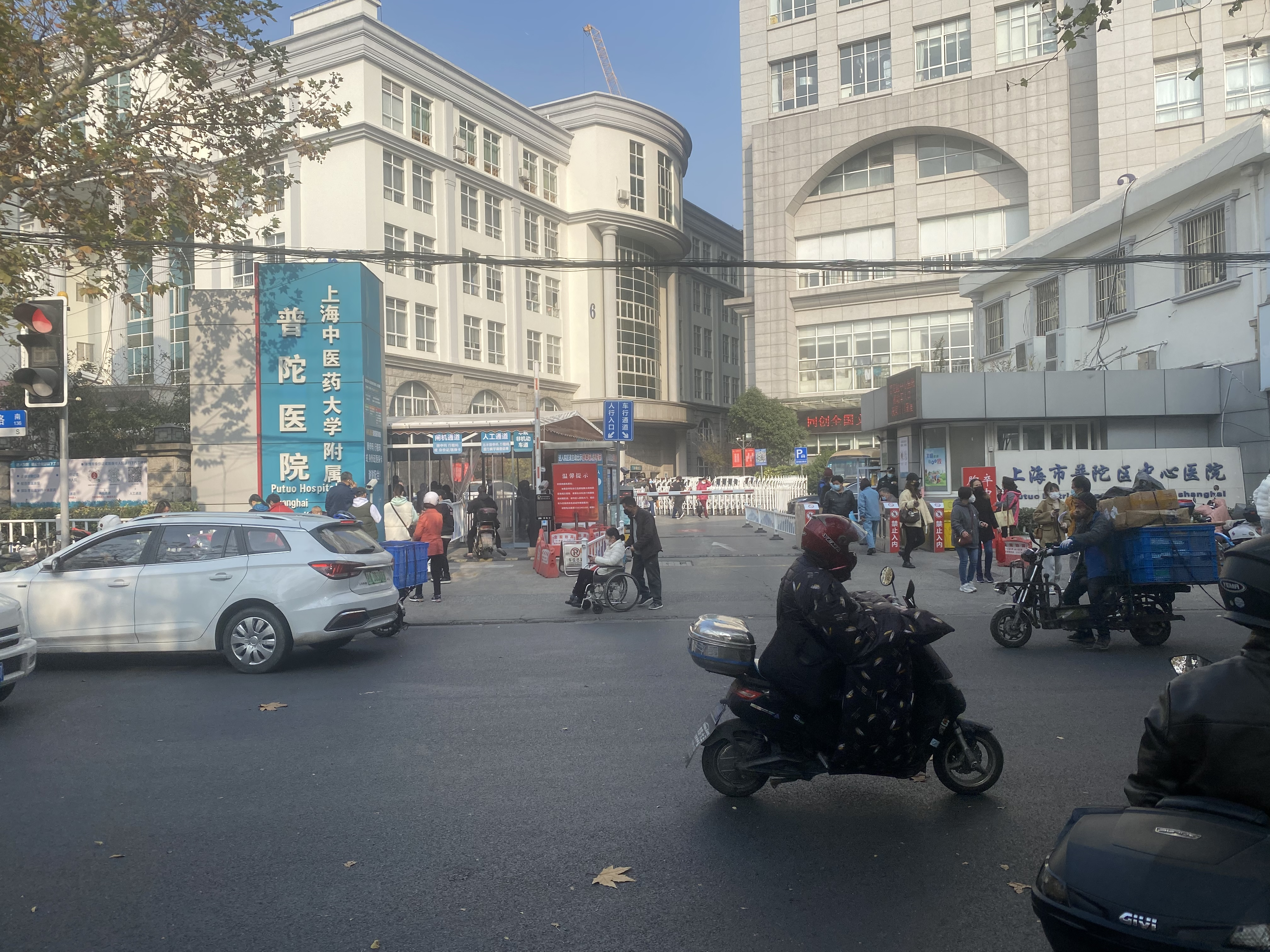
普陀區中心醫院

上海中医药大学附属普陀医院又名上海市普陀区中心医院，是位於中華人民共和國上海市普陀區兰溪路164号的一家三級乙等醫院以及中華人民共和國首家位於工人新村的綜合性醫院，成立於1957年12月。最初名為普陀医院。1963年3月，改名为普陀区中心医院。1992年，被評為二級甲等醫院。2000年成为上海市第六人民医院医疗集团成员单位。2004年，加掛上海中醫藥大學附屬普陀醫院頭銜。2018年加掛上海市普陀区红十字医院。